# KBS 2TV 어린이 드라마
KBS 2TV 어린이 드라마는 KBS 2TV에서 평일 오후및 저녁 시간대에 어린이를 대상으로 방송했던 TV 드라마 프로그램이었다.

## 개요
어린이 대상으로 한 드라마였으며, 주로 평일 저녁 시간대에 방송하였다. 1980년 12월부터 1991년 10월 가을 개편까지 편성하였다가 폐지하였고, 1999년 5월 봄 개편부터 편성을 재개하면서 2000년대까지 인기를 끌었다.

## 작품 리스트
1980년대 어린이 드라마는 판매 불가능하다. 
마법전사 미르가온, 마법천자문, 무지개 장군들, 요정 컴미, 매직키드 마수리 모두 판매 불가능하다.

### 1980년대
- 《바람돌이 장영실》 : 1980.12.3~1981.2.27 (당초 동양방송에서 방송 예정이었으나 언론통폐합의 여파로 KBS로 인수 합병한 뒤 방송)
- 《날아라 새들아》 : 1981.3.2~6.18
- 《훈이 삼총사》 : 1981.6.21~11.3 (오전 드라마였으나 9월 7일부터 시간대 이동)
- 《뚝쇠 장군》 : 1981.6.23~9.4
- 《꼴찌 만세》 : 1981.11.4~1982.1.22 (여기까지 KBS 2TV에서 방송)
- 《돌개바람》 : 1982.2.1~5.29 (KBS 1TV로 이동)
- 《똑순이만세》 : 1982.6.20~1983.3.25
- 《천사들의 합창》
- 《날개 달린 아이들》 : 1983.3.28~9.16 (KBS 2TV로 이동)
- 《꾸러기 합창》 : 1983.9.19~1984.3.30
- 《날아라 슈퍼맨》 : 1984.1.18~1985.10.2
- 《꾀돌이 삼총사》 : 1984.4.2~10.26
- 《나래는 요술장이》 : 1984.10.29~1985.2.22
- 《눈이 큰 아이》 : 1985.2.25~4.19
- 《빨주노초파남보》 : 1989.3.6~12.29

### 1990년대
- 《5학년 3반 청개구리들》 : 1990.1.1~8.3
- 《초록마을 초록학교》 : 1990.8.6~11.2
- 《우리 아빠 홈런》 : 1990.11.5~1991.3.1
- 《무지개 장군들》 : 1991.3.4~6.28 (판매불가)
- 《사랑의 학교》 : 1991.7.1~10.4
- 《어린 왕자》 : 1999년 5월 3일 ~ 1999년 8월 26일
- 《누룽지 선생과 감자 일곱개》 : 1999년 8월 30일 ~ 2000년 2월 25일

### 2000년대
- 《요정 컴미》 : 2000년 3월 6일 ~ 2002년 2월 15일 (판매불가)
- 《매직키드 마수리》 : 2002년 2월 18일 ~ 2004년 2월 27일 (납본불가)/(판매불가)
- 《울라불라 블루짱》 : 2004년 3월 2일 ~ 2004년 12월 29일
- 《마법전사 미르가온》 : 2005.1~12 (판매불가)
- 《화랑전사 마루》 : 2006.3.~12
- 《바라바라 꿍》 : 2011.9.3~9.11
- 《마법천자문》 : 2014.7~12 (판매불가)